# 프렌치 하우스

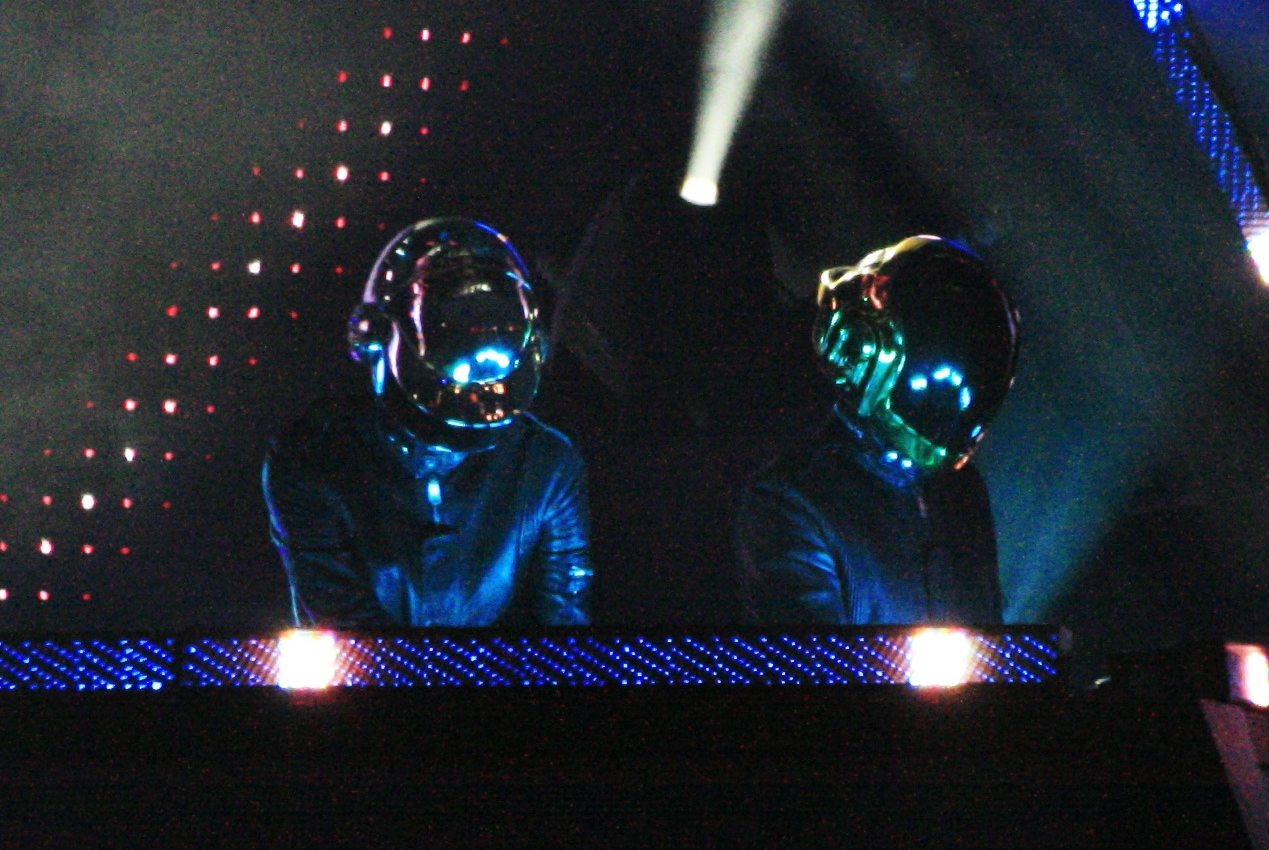

프렌치 하우스(French house)는 프랑스인 예술가들에 의해 만들어지는 하우스 음악으로, 프랑스 본국에서는 프렌치 터치(French touch)라고 한다.